# アリスとテレスのまぼろし工場
『アリスとテレスのまぼろし工場』（アリスとテレスのまぼろしこうじょう）は、MAPPA制作による日本のアニメーション映画。2023年9月15日に公開された。また、公開に先駆けて同年6月13日に角川文庫より原作となった小説が刊行された。
キャッチコピーは「恋する衝動が世界を壊す」。
第78回毎日映画コンクールアニメーション映画賞受賞作品。

## 概要
本作品は、岡田麿里が脚本・監督を務めた劇場アニメ。変化を禁じられた世界を舞台に、繰り返す日常に飽き、恋する衝動を武器に未来へともがく少年少女たちの青春が描かれている。岡田にとっては2作目となる監督作品であり、第1作である前作『さよならの朝に約束の花をかざろう』に引き続き原作なしのオリジナル作品となる。副監督には平松禎史、キャラクターデザイン・総作画監督には石井百合子、美術監督には東地和生が名を連ねるなど、前作のメインスタッフが再び集結している。音楽は岡田が脚本を担当した映画『空の青さを知る人よ』の音楽作家・横山克が務めた。アニメーション制作は映画『この世界の片隅に』やテレビアニメ『呪術廻戦』『チェンソーマン』などで知られるアニメ制作会社MAPPAが手掛けた。同スタジオにとって、本作品が初のオリジナル劇場アニメーション作品となる。
2021年6月27日にMAPPAの設立10周年を記念したイベント「MAPPA STAGE 2021 10thAnniversary」にて制作が発表され、2023年5月21日開催の「MAPPA STAGE 2023」にて公開日とキャストやメインスタッフの情報が公開された。

## ストーリー
海と山に囲まれた見伏（みふせ）は製鉄所の企業城下町で、そこに住む中学3年の菊入正宗も、製鉄所勤務の父と叔父を持つ少年だった。1991年1月、正宗が自宅で友人たちと受験勉強をしていると、製鉄所で爆発が起きる。それ以来、見伏は外部との接続が完全に絶たれ、季節も進まなくなった。製鉄所勤務で見伏神社社家の佐上衛という男が、起きた事件は「神が住むという地元の山を削ってきたことへの天罰で、『神機』と化した製鉄所によって閉じ込められた」のだと説明し、神の機嫌が直れば元の世界に戻れるから、そのときまで爆発以前から変化しないことが必要だと強調する。この方針が採用され、「元の世界に戻ったときに齟齬がないように」という理由で、住民は身の上や趣味性向を記した「自分確認票」という書類を定期的に提出することになった。夜空には時折亀裂のようなひびが入り、製鉄所から出た煙がそれを塞ぐことが日常になっていた。成長の止まったまま時間が過ぎている未成年には自動車運転免許を取ることが許された。
正宗と友人たちは「気絶ごっこ」など痛みを伴う遊びをするようになった。そんなある日、正宗は嫌悪感を抱いていたクラスメートの佐上睦実に強引に誘われて、製鉄所に連れて行かれる。第五高炉に来ると、そこにほとんど人語を解さない野生児のような少女がいた。名前もない少女を外に出さないようにして面倒を見ているという睦実は、排泄物の処理や入浴の手伝いを正宗にさせ、これからは週3回来るよう命じる。しばらく後のある晩、正宗は父の昭宗から「ここから先はもう逃げられない」と話され、夜勤に出た昭宗は帰ってこなかった。
正宗は製鉄所に一人で行った折、少女に「五実」（いつみ）という名をつける。一人で第五高炉に通うようになった正宗は絵本などを持参して五実に読ませ、その姿をスケッチした。一方、所内で佐上衛が、五実を「神の女となるべき少女」と話し、それに対して叔父の時宗が五実を幽閉しない方法はないのかと応じ、兄（昭宗）がいたらどう思うかと口にしたのを正宗は盗み聞いた。
睦実が学校を休んだ日、正宗は製鉄所からの帰路、睦実に学校の書類を届ける同級生の園部裕子に会う。二人で睦実宅に向かい、その近くで出会った睦実からは、血のつながらない父（佐上衛）との関係を聞く。正宗は園部を自動車で送って帰った。
正宗とクラスメートたちは、列車が通らなくなった廃トンネルで男女ペアの肝試しをする。正宗とペアになった園部は、トンネルの壁に到達点を示す印をスプレー缶で付けるところで相合傘を描き、自分と正宗の名を記した。驚く正宗に園部が好意を口にしたところにクラスメートたちが現れ、恥ずかしさのあまりにトンネルから走り出た園部は体から光を発し、製鉄所から出た煙に襲われるような形で姿を消した。事件を受けた集会で佐上衛は、工場の煙は「神機狼（しんきろう）」で空の亀裂を塞いでおり、人の心のひび割れもと話す。正宗は家に帰らず、探しに来た時宗にこの街に閉じ込められている憤懣をぶちまけ、五実を時宗や父が知って隠していたことへの不信感も示す。時宗は五実がここにいてはいけない存在だと答える。
しばらく経って一人で製鉄所を訪れた正宗は五実に抱きつかれ、鼻先を顔に何度も押し当てられる。そこに現れた睦実は激高するものの、正宗が五実を外に出してやると言うとそれに従った。五実が外に出て空を見上げると、空には従来にない規模の亀裂が入り、その向こうに夏の光景が見えた。クレーン貨車によじ登った五実を正宗は追い、二人が違う世界をもっと見たいと叫ぶと亀裂は空間にも広がり、そこでは製鉄所は廃墟になっていた。亀裂の間の世界では正宗の体は透け、五実はそのままだった。驚く正宗に時宗はあの世界は現実だと教える。住民に向けた説明会が開かれ、佐上衛はこの世界が神機によって生み出された非現実空間だと話す。反発する住民に、非現実でも不都合はなくむしろ永遠に続く、そのためには五実を神機に戻さなくてはならないと佐上衛は主張した。だが、時宗はこの世界の終わりは遠くないと明かし、世界の手がかりがなかったから佐上衛の主張を受け入れていただけだと話す。住民の多くはそれに賛同した。
「自分確認票」は返却された。一方で神機狼は頻繁に出没して住民を消し去った。五実と睦実は正宗の家に移る。その晩、夜中に起きた正宗は、家の居間から亀裂の向こうの世界が見え、父に似た中年男性とその妻の「むつみ」という女性を目にする。そこに来た睦実は室内でも現実が見えるのかと話してから、五実と出会ったときに「きくいりさき」という名札がついていたと明かす。睦実はあの女性は「現実の私」で自分とは全く違う人間だが、消えた娘を待っているのだと話した。
学校ではクラスメートの新田に原が告白した。その放課後、正宗はオートスナックで睦実に好きだと話す。睦実は拒んで外に出たが、雪で転倒しそこに追ってきた正宗が被さる。正宗は睦実に婉曲な形で改めて好意を伝え、睦実は正宗の体を引き寄せて二人は口づけを交わした。近くに来た五実がそれを目撃して泣くと、街の至る所で空間に亀裂が入り、現実の光景が隣り合わせになった。同じ頃神機狼を出していた製鉄所の高炉が停止した。
市内には避難指示が出される。荷物の整理中に、正宗は母から父の残した日記を見せられる。そこには、五実が現実の世界から貨物列車に乗って来た「菊入沙希」で現実の正宗の娘であること、沙希の心の大きな動きでこの世界に異変が起きる可能性があること、現実に戻すという提案を佐上衛が反対して閉じ込めたことが記されていた。
避難所で、正宗は五実を現実世界に戻すことを企図してクラスメートたちに協力を求めた。一方時宗は、「終わる世界」を延命させようと、製鉄所の高炉を再稼働させて神機狼の再生成を目指していた。亀裂の向こうの現実で盆祭の風景が見える中、正宗と睦実は、佐上衛に連れ出された五実を奪い返して、列車での送還を図る。しかし妨害で列車は脱線、正宗は自分で自動車を運転して亀裂の向こうの現実世界の列車に近づき、列車が停止したところで五実は睦実と列車に乗る。走り出した列車の上で二人は言葉を交わした後、列車が神機狼を振り切ってトンネルに突入する直前に睦実は飛び降り、正宗たちが待つ元の世界に戻った。
現実世界の数年後。列車で見伏駅に下りた菊入沙希は、タクシーで製鉄所跡に向かう。ほとんどの建物がなくなった中で、第五高炉跡は姿をとどめていた。その中の壁には、製鉄所閉鎖時に書かれた多くの惜別メッセージに交じって、睦実と五実を描いたような絵が残されていた。

## 登場人物
菊入正宗（きくいり まさむね）
声 - 榎木淳弥
本作品の主人公。14歳の中学3年生。趣味は絵を描くことで、イラストレーターになる願望を抱くようになる。外見が女性ぽいと自他ともに認めている。「自分確認票」に記入はしても、1度も提出せず、全員への返却時に教師から「お前が正しかったのかもな」と言われている。オートスナックで売られているホットサンドが好物で、五実にも買い与えた。現実世界では同じ自宅に住んでいるが職業などは明らかにされていない。
佐上睦実（さがみ むつみ）
声 - 上田麗奈
正宗の同級生。14歳。嘘をつくと自称し、正宗に対しては自分の名前が「六つの罪と書いてむつみ」と話したこともある。父である佐上衛とは別の場所に住んでおり、自身の述懐では母が自分を連れ子に跡取りを望んだ衛と結婚したが、その後まもなく母は死去し、時間が進まない世界になって衛に家から追い出されたという。衛から「神の女に男が触れてはならない」という理由で五実の世話を押しつけられ、現実の自分の娘と気付いて「近づいたら好きになってしまう」とあえて突き放した態度を取っていた。現実世界では、盆祭の夜店で買い物をねだった沙希（=五実）をわざと突き放して置き去りにしたふりをし、その結果、沙希がいなくなってしまったことを後悔している。
五実（いつみ）
声 - 久野美咲
睦実によく似た容姿の少女。製鉄所の第五高炉に幽閉されている、幼児語程度しか喋ることができず、無垢で奔放。名前は「第五高炉」から正宗がつけた。実は現実世界の正宗と睦実の娘で、本来の名前は「菊入沙希」。まぼろし世界にやってきたとき身につけていた名札には、「2005.6.15」の日付の書かれた家族写真が付けられていた。現実世界で失踪した時点の年齢は睦実の台詞によると5歳。
笹倉大輔
声 - 八代拓
正宗のクラスメート。男女関係などへの興味が強い。
新田篤史
声 - 畠中祐
正宗のクラスメート。原から告白されて受け入れる。その関係を利用して、五実を原から奪い返した。
仙波康成
声 - 小林大紀
正宗のクラスメート。作中、ディスクジョッキーになりたいという願望を抱くが、世界の正体がわかった後、その事実に疑問を抱いて神機狼によって消された。
園部裕子
声 - 齋藤彩夏
睦実に近い女子生徒。ぽっちゃりとした体形。上履きがなくなり、正宗は睦実から「園部が自分の上履きを取ったから履いた」という話をされる。正宗の車の助手席に乗ったことで好意を持ち、肝試しの企画に女子では最初に賛同した。
原陽菜
声 - 河瀬茉希
睦実に近い女子生徒。周囲の女子生徒からは「原ちん」と呼ばれている。小説版によるとクラスの「女子のリーダー格」。気が強そうだが、「自分確認票」の将来目標を「好きな人のお嫁さん」と記す「乙女」。五実の脱出作戦の折、（五実が現実に帰ると）新田と「両思い」の世界が終わると考え、五実を騙して自分の車に乗せたが、新田の計略に敗れる。
安見玲奈
声 - 藤井ゆきよ
睦実に近い女子生徒。原から新田への好意を「スイートペイン」と聞かされて「マゾ」だと大笑いした。
佐上衛（さがみ まもる）
声 - 佐藤せつじ
睦実の義父で製鉄所従業員。見伏神社の社家も兼ねる。「変わり者」と評され、この世界の「掟」を決めた人物。小説版によると、爆発事故後に製鉄所長となる。昭宗、時宗のことを「昭宗氏」「時宗君」と呼ぶ。最後まで五実を「神の女」として留め置くことを望んだ。
菊入昭宗（きくいり あきむね）
声 - 瀬戸康史
正宗の父。製鉄所従業員。爆発事故が起きた夜現場にいた。美里とのなれそめは時宗の下宿を訪れたことがきっかけだった。大学を中退後に、自分を追ってきた美里と結婚する。残した日記の最後には、正宗の絵の上達を喜びながら、沙希が変わる可能性を奪い、自分が正宗のように変われなかったことを悔やむ記述があった。
菊入時宗（きくいり ときむね）
声 - 林遣都
正宗の叔父で、昭宗の弟。製鉄所従業員で喫煙者。日頃はバイクに乗って正宗の家にも顔を出す。美里とは大学の同窓で、美里に恋慕を残しており、神機狼を再生させたのもそれが理由だった。そのことで正宗からは「色ボケジジイ」といわれている。
菊入美里（きくいり みさと）
声 - 行成とあ
正宗の母。終盤の時宗からのアプローチには「ちゃんといい母ちゃんで終わる」と相手にしなかった。
菊入宗司（きくいり そうじ）
声 - 多田野曜平
正宗の祖父。かつて製鉄所の従業員（機関士）だった。
ラジオ番組のDJ
声 - 吉田尚記。

## スタッフ
- 脚本・監督 - 岡田麿里[14]
- 副監督 - 平松禎史[13]
- キャラクターデザイン・総作画監督 - 石井百合子[14]
- 演出チーフ - 城所聖明
- 美術監督 - 東地和生[13]
- 色彩設計 - 鷲田知子
- 3Dディレクター - 小川耕平
- 撮影監督 - 淡輪雄介
- 編集 - 髙橋歩
- 音楽 - 横山克[13]
- 音響監督 - 明田川仁
- 音響制作 - dugout
- 製作プロデューサー - 木村誠
- アニメーションプロデューサー - 野田楓子・橘内諒太
- 企画・プロデューサー - 大塚学
- 制作 - MAPPA[13]
- 配給 - ワーナー・ブラザース映画・MAPPA[14]
- 製作 - 新見伏製鐵保存会（MAPPA、ワーナー・ブラザース映画、電通、KADOKAWA、Cygames、ブシロード、ムービック、ローソングループ、レッグス、ネイチャーラボ、毎日新聞社）[25]

## 音楽

### 主題歌
「心音（しんおん）」
歌 - 中島みゆき。
中島としては初のアニメーション主題歌。シングルのアートワークも、中島みゆき作品としては初のアニメ描き下ろしCDジャケットとなった。それまでアニメ映画の主題歌を書いたことがなかった中島に駄目で元々と岡田がオファーしたところ、脚本を読み込んだ中島が本作品の世界観に惚れ込み、コラボレーションが実現した。

### 劇中使用曲
「神様が降りて来る夜」
歌 - 川村かおり
「岬めぐり」

## 製作
スタジオMAPPAは岡田の才能に惚れこみ、「岡田監督の作りたい世界を徹底的に追求した作品を作りたい」との思いから初のオリジナル劇場アニメーション作品の制作を決意した。その頃、岡田は本作品の原案ともいえる小説を執筆していて途中で書けなくなっていたところだった。そんな時にMAPPA代表の大塚学からオリジナル脚本で監督もどうかというオファーが来たため、その企画を提出したところOKが出た。
前作『さよならの朝に約束の花をかざろう』では「コア・ディレクター」として作品に広範囲で関わった平松禎史が、本作品では副監督として演出を担いつつ絵コンテや作画も担当した。前作の副監督は演出家の篠原俊哉だったが、平松はアニメーターでもあるため、演出を担いつつ絵コンテや作画も担当し、キャラクターのしぐさや息遣いにも相当こだわった。特にリップシンクにはこだわり、声優たちが絵に合わせるのではなく、ある程度自由に演技してもらってからそれに合わせてアニメーターとして調整した。
本作では脚本と絵コンテが上がると仮で録った声に合わせてビデオコンテが作られた。コンテの決定稿を出したらそのまま行くのが普通だが、そこからまたもどって脚本を修正している。
声優のキャスティングについては常にキャラクターデザインの石井百合子にも確認して行った。主人公・正宗役の榎木淳弥はオーディションで選ばれ、岡田は榎木のテープを聞いた瞬間、彼しかいないと思ったと振り返っている。五実役の久野美咲は当初から起用を想定して岡田が当て書きでシナリオを執筆した。睦実役の上田麗奈については、役に決まる前にビデオコンテ制作を手伝うキャストとして声がかかった。実際に読み合わせをすると役にピッタリで、彼女以外には考えられないと思った岡田は正式にオファーを出した。

## 公開
2023年9月15日より全国ロードショー。
2023年9月19日に発表された週末興行成績ランキングでは初登場第8位にランクインした。

## 評価
アニメ映画監督の新海誠は自身のX（旧Twitter）アカウントで本作品を観た感想を2023年9月17日にアップし、「とても好きなアニメーション映画」「あの冬の町の閉塞感を自分も確かに知っていたような気がする」と記した。
書評家の三宅香帆は自身のX（旧Twitter）アカウントで本作品の感想を2023年9月28日にアップし、その中で「『君たちはどう生きるか』へのアンチテーゼ」と評し、「『女子側の業を煮詰めたこのような映画』が作られる今の日本映画市場に感動した」と呟いた。
前作『さよならの朝に約束の花をかざろう』を制作したP.A.WORKSの堀川憲司代表は、「岡田監督の創作の核となっている凝縮された青春時代の感情をしっかり描いている。そこに共感する人は間違いなく世界中にいるが、一方で現実が辛いから映画館に来てまで痛い思いをしたくないという人々も大勢いるはずで、今こういうことに挑戦させてくれるMAPPAは素晴らしい。」と語っている。
須川亜紀子は毎日映画コンクールアニメーション映画賞の選評で「行儀よく無難に生きる若い観客にはもちろん、変化に臆病になっているかつての若者たちにとっても、映画を見終わった時、心の奥にうごめく何かに気づき、その思いを抱きしめたくなる、そんな映画であった」と記した。毎日映画コンクールアニメーション映画賞は当年度が最後となったため、本作品は結果として最後の同賞受賞作となった。

### 受賞・ノミネート
| 賞                                | 部門                 | 対象                         | 結果 | 出典          |
| --------------------------------- | -------------------- | ---------------------------- | ---- | ------------- |
| 第78回毎日映画コンクール          | アニメーション映画賞 | アリスとテレスのまぼろし工場 | 受賞 | [ 4 ]         |
| 第2回新潟国際アニメーション映画祭 | 蕗谷虹児賞           | 東地和生                     | 受賞 | [ 37 ]        |
| 第2回新潟国際アニメーション映画祭 | 長編部門 傾奇賞      | アリスとテレスのまぼろし工場 | 受賞 | [ 38 ] [ 39 ] |

## 小説
監督・脚本の岡田麿里自身が書き下ろした原作小説。2023年6月13日に角川文庫より出版された。もともとはアニメとは関係なく、全く新しい話を小説として書くという企画だった。アイデアの出発点は、狼少女（狼に育てられたとされる人間の女の子）というもので、『狼少女のアリスとテレス』という仮タイトルで原稿は書き進められていた。しかし、岡田は途中でどうしても続きが書けなくなってしまい、脚本という形であれば書き切れるかもしれないと思って映画を制作することになった。かなり難航はしたもののなんとか脚本を書き上げ、絵コンテが完成して色々な設定や絵も上がってきた段階であらためて小説にしてみないかというオファーが来たので、監督業を兼務しながら書き上げた。

### 書誌情報
- 岡田麿里 『アリスとテレスのまぼろし工場』 角川文庫、2023年6月13日発売[41]、ISBN 978-4-04-113774-1